# 4691 Тојен
4691 Тојен (енгл. 4691 Toyen) је астероид главног астероидног појаса чија средња удаљеност од Сунца износи 2,263 астрономских јединица (АЈ).
Апсолутна магнитуда астероида је 13,5.